# جائزة البرتغال الكبرى 1958
جائزة البرتغال الكبرى 1958 هو سباق فورمولا 1 أقيم بتاريخ 24 أغسطس 1958 في البرتغال. كان التاسع من أصل 11 في بطولة العالم لسباقات الفورمولا واحد موسم 1958. فاز البريطاني ستيرلنغ موس بالمركز الأول وحل مواطنه مايك هاوثورن في المركز الثاني وجاء ستيوارت لويس إيفانز في المركز الثالث.